# Mehmed VI.
Mehmed VI., osmanski sultan, *14. januarj 1861, Carigrad, Osmansko cesarstvo, †16. maj 1926, San Remo, Italija.
Mehmed VI. je bil 40. ter hkrati zadnji osmanski sultan. Vladal je med letoma 1918 in 1922. Nato se je umaknil v pregnanstvo v San Remo.